# 東京異次弦空洞
『東京異次弦空洞』（とうきょういじげんくうどう）とは、2011年に行われた平沢進のライブイベントである。
本項では当該ライブイベントの模様を収録した同名のDVD作品についても解説する。

## 概要
本ライブは、2011年1月13日、1月14日にSHIBUYA-AXにて開催された。平沢が2009年より開始したプロジェクト「凝集する過去 還弦主義8760時間」のフィナーレという位置付けである。同プロジェクト内で制作されたCD「突弦変異」「変弦自在」に収録された曲を中心となり、アンコールでは「ルクトゥン or DIE」が新たなアレンジで演奏された。
プロジェクト開始当初はライブの予定は無かったが、平沢進公式Twitterアカウントのフォロワーが30000人を突破したことを受け、2010年に開催が決定した。なお、本公演のチケットの完売に伴い、Ustreamにてライブの模様は生放送された。
2011年11月30日、このライブの模様を収録したDVD「東京異次弦空洞」が、TESLAKITEレーベルから発売された。特典としてマウスパッドが一枚付属する。2日の日程のうち、2日目（14日）の模様を収録している。

## 曲目
それぞれの曲についての解説は、「突弦変異」「変弦自在」の項を参照。
セットリストは公式サイトより抜粋。

### 1月13日
| 1. アート・ブラインド 2. DUSToidよ歩行は快適か？ 3. ミサイル 4. Solid Air 5. 環太平洋擬装網 6. CHEVRON 7. サイレン *Siren* 8. Ghoes on Ghost 9. 金星 10. 夢みる機械 | 1. バンディリア旅行団 2. LEAK 3. ASHURA CLOCK 4. MOTHER 5. Another Day 6. トビラ島 (パラネシアン・サークル) (ENCORE) 1. WIRE SELF 2. ルクトゥン or DIE |

### 1月14日
| 1. アート・ブラインド 2. DUSToidよ歩行は快適か？ 3. CHEVRON 4. MOTHER 5. ANOTHER DAY 6. ミサイル 7. サイレン *Siren* 8. 金星 9. Goes on Ghost 10. 夢みる機械 | 1. バンディリア旅行団 2. LEAK 3. Solid Air 4. ASHURA CLOCK 5. 環太平洋擬装網 6. トビラ島 (パラネシアン・サークル) (ENCORE) 1. WIRE SELF 2. ルクトゥン or DIE |

## 日程
| 公演日        | 開場/開演   | 会場       |
| ------------- | ----------- | ---------- |
| 2011年1月13日 | 18:00/19:00 | SHIBUYA-AX |
| 2011年1月14日 | 18:00/19:00 | SHIBUYA-AX |

## 参加アーティスト
- 平沢進 - ボーカル、エレクトリック・ギター、アコースティック・ギター、レーザーハープ、サイレントチェロ
- Rang、Neng - パフォーマンス、グラビトン